# ویکتور شووالوف
ویکتور شووالوف (روسی: Виктор Григорьевич Шувалов؛ (زادهٔ ۱۵ دسامبر ۱۹۲۳ – درگذشتهٔ ۱۹ آوریل ۲۰۲۱) بازیکن هاکی روی یخ اهل اتحاد جماهیر شوروی سوسیالیستی بود.
وی همچنین برندهٔ جوایزی همچون نشان دوستی شده‌ بود‌.